# Distrito electoral de Hays (condado de York, Nebraska)
Hays (en inglés: Hays Precinct) es un distrito electoral ubicado en el condado de York en el estado estadounidense de Nebraska. En el Censo de 2010 tenía una población de 334 habitantes y una densidad poblacional de 3,59 personas por km².

## Geografía
Hays se encuentra ubicado en las coordenadas 40°44′43″N 97°39′25″O / 40.74528, -97.65694. Según la Oficina del Censo de los Estados Unidos, Hays tiene una superficie total de 93.02 km², de la cual 92.62 km² corresponden a tierra firme y (0.44%) 0.41 km² es agua.

## Demografía
Según el censo de 2010, había 334 personas residiendo en Hays. La densidad de población era de 3,59 hab./km². De los 334 habitantes, Hays estaba compuesto por el 96.41% blancos, el 0.9% eran afroamericanos, el 0.9% eran amerindios, el 0% eran asiáticos, el 0.9% eran isleños del Pacífico, el 0.6% eran de otras razas y el 0.3% pertenecían a dos o más razas. Del total de la población el 4.19% eran hispanos o latinos de cualquier raza.